# 秀湊忠司
秀湊 忠司（ひでみなと ただし、1926年5月5日 - 1995年6月4日）は、徳島県板野郡栄村（現役当時、現・同郡板野町）出身で出羽海部屋に所属した元大相撲力士。本名は平野 忠（ひらの ただし）。最高位は東前頭17枚目（1955年1月場所）。現役時代の体格は173cm、105kg。得意手は右四つ、下手投げ、下手捻り。

## 来歴・人物
地元の公立農業学校（板西農蚕学校、現・徳島県立板野高等学校）を中退後、同じ徳島県出身の元小結・東雲衑藏の勧めにより、15歳の時に出羽海部屋へ入門。
1942年5月場所で初土俵を踏み、翌年1月、本名に因んだ「小平野」の四股名で序ノ口に付いた。
1945年6月より徴兵され、約5ヵ月後に戦場より帰還。
その後、暫く幕下上位の壁を破れず苦しんだが、1951年1月場所で十両に昇進した。
1955年1月、初土俵から約12年8ヵ月を要して新入幕。
だが、幕内上位には進めず、自己最高位は新入幕時の前頭17枚目に留まった。
取り口は至って地味で、右四つの体勢からの下手投げや下手捻りなど、下手からの技を得意とした。
4人兄弟の長男であり、すぐ下の弟・孝行（たかゆき）と2番目の弟に当たる照（てらす）もそれぞれ、兄と同様に相撲で名を成している（末弟の幸（みゆき）も、高校相撲で実績を残した）。
1959年1月場所限りで廃業後は、大阪府内で相撲料理店や運送会社を営み、後に同府堺市にてアパートを経営した。
1995年6月4日、肝臓癌のため堺市内の病院で逝去。享年69。

## 略歴
- 1942年 - 出羽海部屋（師匠は元小結・両國梶之助）に入門し、この年の5月場所で初土俵を踏む。
- 1943年1月場所 - 「小平野」の四股名で、序ノ口に付く。
- 1951年1月場所 - 十両に昇進。
- 1955年1月場所 - 新入幕。
- 1959年1月場所 - 幕下上位にあって初日より休場し、場所後に廃業を表明。

## 主な戦績
- 通算成績：312勝321敗18休1分 勝率.493
- 幕内成績：23勝37敗 勝率.383
- 現役在位：52場所
- 幕内在位：4場所

### 場所別成績
| | 一月場所 初場所（東京） | 三月場所 春場所（大阪） | 五月場所 夏場所（東京） | 七月場所 名古屋場所（愛知） | 九月場所 秋場所（東京） | 十一月場所 九州場所（福岡） |
| --- | ----------------------- | ----------------------- | ----------------------- | --------------------------- | ----------------------- | --------------------------- |
| 1942年 （昭和17年） | x                       | x                       | （前相撲）              | x                           | x                       | x                           |
| 1943年 （昭和18年） | 西序ノ口16枚目 5–3      | x                       | 東序二段53枚目 7–1      | x                           | x                       | x                           |
| 1944年 （昭和19年） | 西三段目44枚目 4–4      | x                       | 西三段目33枚目 2–3      | x                           | x                       | 東三段目41枚目 5–0          |
| 1945年 （昭和20年） | x                       | x                       | 東幕下25枚目 – 兵役     | x                           | x                       | 東幕下20枚目 2–3            |
| 1946年 （昭和21年） | x                       | x                       | x                       | x                           | x                       | 東幕下24枚目 4–3            |
| 1947年 （昭和22年） | x                       | x                       | 東幕下15枚目 3–2        | x                           | x                       | 西幕下7枚目 3–3             |
| 1948年 （昭和23年） | x                       | x                       | 東幕下6枚目 2–2–2       | x                           | 西幕下8枚目 1–4 1引分   | x                           |
| 1949年 （昭和24年） | 西幕下16枚目 5–7        | x                       | 西幕下19枚目 11–4       | x                           | 西幕下4枚目 7–8         | x                           |
| 1950年 （昭和25年） | 西幕下5枚目 5–10        | x                       | 東幕下9枚目 8–7         | x                           | 東幕下7枚目 10–5        | x                           |
| 1951年 （昭和26年） | 東十両16枚目 4–11       | x                       | 東幕下6枚目 8–7         | x                           | 西幕下4枚目 8–7         | x                           |
| 1952年 （昭和27年） | 西幕下2枚目 6–9         | x                       | 西幕下6枚目 6–9         | x                           | 東幕下9枚目 8–7         | x                           |
| 1953年 （昭和28年） | 西幕下6枚目 8–7         | 西幕下4枚目 6–2         | 西十両18枚目 8–7        | x                           | 西十両15枚目 8–7        | x                           |
| 1954年 （昭和29年） | 西十両14枚目 8–7        | 西十両7枚目 8–7         | 東張出十両5枚目 8–7     | x                           | 東十両5枚目 11–4        | x                           |
| 1955年 （昭和30年） | 東前頭17枚目 6–9        | 西前頭20枚目 6–9        | 東十両2枚目 8–7         | x                           | 西十両筆頭 9–6          | x                           |
| 1956年 （昭和31年） | 東前頭21枚目 8–7        | 西前頭19枚目 3–12       | 東十両5枚目 5–10        | x                           | 東十両12枚目 8–7        | x                           |
| 1957年 （昭和32年） | 東十両9枚目 8–7         | 東十両8枚目 8–7         | 東十両6枚目 5–10        | x                           | 東十両12枚目 5–10       | 西十両18枚目 13–2           |
| 1958年 （昭和33年） | 東十両10枚目 3–12       | 西十両17枚目 8–7        | 西十両15枚目 6–9        | 東十両20枚目 7–8            | 東十両21枚目 7–8        | 東十両24枚目 0–7–8          |
| 1959年 （昭和34年） | 東幕下8枚目 引退 0–0–8  | x                       | x                       | x                           | x                       | x                           |
| 各欄の数字は、「勝ち-負け-休場」を示す。 優勝 引退 休場 十両 幕下 三賞：敢=敢闘賞、殊=殊勲賞、技=技能賞 その他：★=金星 番付階級：幕内 - 十両 - 幕下 - 三段目 - 序二段 - 序ノ口 幕内序列：横綱 - 大関 - 関脇 - 小結 - 前頭（「#数字」は各位内の序列） |                         |                         |                         |                             |                         |                             |

### 幕内対戦成績
| 力士名 | 勝数 | 負数 | 力士名 | 勝数 | 負数 | 力士名 | 勝数 | 負数 | 力士名 | 勝数 | 負数 |
| ------ | ---- | ---- | ------ | ---- | ---- | ------ | ---- | ---- | ------ | ---- | ---- |
| 安念山 | 0    | 1    | 泉洋   | 1    | 2    | 大瀬川 | 1    | 1    | 大昇   | 2    | 0    |
| 大蛇潟 | 1    | 1    | 神生山 | 0    | 2    | 神錦   | 0    | 3    | 起雲山 | 0    | 1    |
| 清恵波 | 1    | 1    | 国登   | 1    | 1    | 櫻國   | 0    | 3    | 潮錦   | 1    | 1    |
| 嶋錦   | 0    | 1    | 楯甲   | 0    | 1    | 時錦   | 0    | 1    | 白龍山 | 1    | 2    |
| 緋縅   | 1    | 1    | 平鹿川 | 0    | 2    | 広瀬川 | 1    | 2    | 福ノ里 | 1    | 0    |
| 二瀬山 | 2    | 1    | 星甲   | 1    | 0    | 芳野嶺 | 1    | 1    | 若ノ海 | 0    | 1    |
| 若羽黒 | 2    | 0    | 若前田 | 0    | 1    |        |      |      |        |      |      |

## 四股名の変遷
- 小平野（こひらの、1943年1月場所-1945年11月場所）
- 平野（ひらの、1946年11月場所）
- 若置山（わかぎやま、1947年6月場所-1949年10月場所）
- 秀湊 忠司（ひでみなと ただし、1950年1月場所-1959年1月場所）